# Blackwater Valley Opera Festival
Pour les articles homonymes, voir Blackwater.

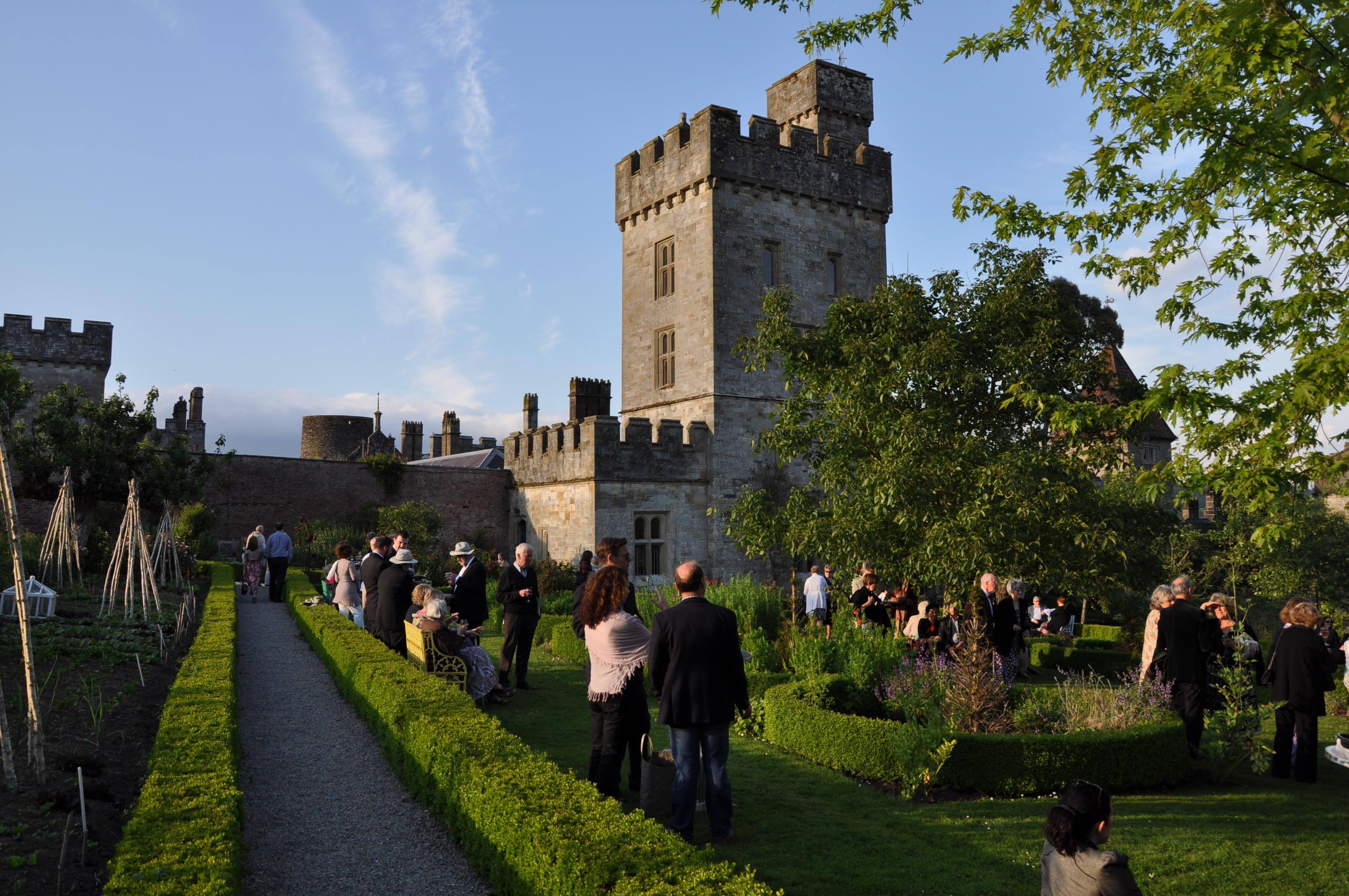
Jardins du château de Lismore, comté de Waterford

Le Blackwater Valley Opera Festival (anciennement Lismore Opera Festival et Lismore Music Festival ) est un festival de musique classique et d'opéra organisé chaque année à Lismore, dans le comté de Waterford en Irlande. Fondé en 2010 par Jennifer O'Connell et le directeur artistique Dieter Kaegi, le festival a été relancé sous le nom de Blackwater Valley Opera Festival en février 2018,. 
Les trois précédentes incarnations ont eu lieu dans l'écurie du château de Lismore sous forme de soirées d'opéra  Des concerts et des récitals ont également été organisés à Lismore et dans d’autres demeures historiques situées sur les rives de la Blackwater, en aval de la paroisse de Cappoquin, notamment Salterbridge House, Cappoquin House, Tourin House, Dromore Yard et la cathédrale de Lismore.  
En 2012, le président irlandais Michael D. Higgins a inauguré le programme annuel d'accès au festival pour les groupes scolaires. 
Marco Zambelli en était le directeur pendant plusieurs années, sauf en 2016, quand Killian Farrell dirigea Così fan tutte. 
En avril 2019, le président du festival a annoncé que le festival aurait un nouveau directeur, Eamonn Carroll et que Darren Hargan dirigerait l'opéra. Le festival 2019 s'est déroulé du 28 mai au 3 juin et a présenté deux nouveaux opéras,. 

## Productions passées
- 2010 Carmen de Georges Bizet
- 2011 Don Giovanni de Wolfgang Amadeus Mozart
- 2012 Le Barbier de Séville de Gioachino Rossini[4]
- 2013 Le mariage de Figaro par Wolfgang Amadeus Mozart
- 2014 La Flûte enchantée de Wolfgang Amadeus Mozart
- 2015 La Cenerentola de Gioachino Rossini
- Così fan tutte 2016 de Wolfgang Amadeus Mozart
- 2017 L'elisir d'amore de Gaetano Donizetti[1]
- 2018 L'italiana à Alger par Gioachino Rossini[3]
- 2019 Don Pasquale de Gaetano Donizetti & The Sleeping Queen de Michael William Balfe[9]